# Długa Kościelna
Długa Kościelna es un pueblo de Polonia, en Mazovia.  Se encuentra en el distrito (Gmina) de Halinów, perteneciente al condado (Powiat) de Mińsk. Se encuentra aproximadamente a 16 km al oeste de Mińsk Mazowiecki, y a 25 km  al este de Varsovia. Su población es de 723 habitantes. 